# آی‌پد ایر (نسل چهارم)
آی پد اِیر (به انگلیسی: iPad Air (4th generation)؛ رسماً آی‌پد ایر (نسل چهارم) شناخته شده با نام آی‌پد ایر ۴) رایانه لوحیکه توسط اپل طراحی، توسعه و به بازار عرضه شده‌است. در ۱۵ سپتامبر سال ۲۰۲۰ اعلام شد. پیش سفارش‌ها از ۱۶ اکتبر ۲۰۲۰ و حمل و نقل از ۲۳ اکتبر ۲۰۲۰ شروع شد. این دستگاه طرحی شبیه به نسل سوم آیپد پرو دارد.

## امکانات

### سخت‌افزار
نسل چهارم آیپد ایر از طراحی به روز شده‌ای مشابه طراحی نسل سوم آیپد پرو است. این آیپد از نمایشگر بزرگتر ۱۰/۹ اینچی مایع صفحه نمایش رِیتینا وUSB-C استفاده می‌کند و و از نسل دوم اپل پنسل، کیبورد جادویی و صفجه کلید هوشمند فویلو پشتیبانی می‌کند. با این حال، هیچ صفحه نمایش ProMotion و فلاش دوربین وجود ندارد. دکمه خانه برداشته شده و تاچ آی دی به دکمه Sleep / Wake در لبه سمت راست بالای دستگاه منتقل شده‌است. علاوه بر این، برخلاف نسل سوم آیپد ایر، نسل چهارم آیپد ایر فاقد جک هدفون است.
از تراشه جدید Apple A14 Bionic بهره می‌برد که ۴۰٪ سریعتر از مدل قبلی است.
رنگ‌های موجود خاکستری، نقره ای، رزگلد، سبز و آبی آسمانی است.
| رنگ | نام           |
| --- | ------------- |
|     | خاکستری فضایی |
|     | نقره ای       |
|     | رزگلد         |
|     | سبز           |
|     | آبی آسمانی    |